# I. e. 260
Évszázadok: i. e. 4. század – i. e. 3. század – i. e. 2. század
Évtizedek: i. e. 310-es évek – i. e. 300-as évek – i. e. 290-es évek – i. e. 280-as évek – i. e. 270-es évek – i. e. 260-as évek – i. e. 250-es évek – i. e. 240-es évek – i. e. 230-as évek – i. e. 220-as évek – i. e. 210-es évek
Évek: i. e. 265 – i. e. 264 – i. e. 263 – i. e. 262 –  i. e. 261 – i. e. 260 – i. e. 259 – i. e. 258 – i. e. 257 – i. e. 256 – i. e. 255

## Események

### Hellenisztikus birodalmak
- Elkezdődik a második szíriai háború Egyiptom és a Szeleukida Birodalom között.
- Kallimakhosz lesz az alexandriai könyvtár igazgatója.

### Itália
- Rómában Cnaeus Cornelius Scipio Asinát és Caius Duiliust választják consulnak.
- Az első pun háborúban a rómaiak Agrigentumtól nyugat felé haladva felmentik Segestát és Macellát, amelyeket Rómával való szövetségük miatt a karthágóiak ostromolnak.
- C. Cornelius Scipio consul egy kisebb (kb 20 hajós) hajórajjal Liparába hajózik. Hannibal Gisco a karthágói flotta élén megtámadja és a kikötőben elfogja valamennyi hajót és magát a consult is.
- Hannibal Gisco ezután Szicília északi partjainál találkozik a római flotta zömével is, amelyet C. Duilius vezet. A mylaei csatában a tengeri harcmodorban tapasztalatlan rómaiak új taktikát alkalmaznak: a corvusnak nevezett pallókkal kapcsolódnak az ellenséges hajóhoz és közelharcban győzik le a legénységét. A meglepett punok súlyos vereséget szenvednek, elvesztik a flottájuk harmadát, köztük a vezérhajót is. A vesztes Hannibal Giscót Karthágóban kivégzik.

### Kína
- A több mint két évig tartó csangpingi csatában Csin állam diadalmaskodik Csao állam felett. A legenda szerint a 400 000 foglyot élve eltemették.

## Halálozások
- Hannibal Gisco, karthágói hadvezér
- Timokharisz, görög filozófus és csillagász

## Fordítás
- Ez a szócikk részben vagy egészben  a(z)   260 BC című angol Wikipédia-szócikk ezen változatának fordításán alapul.  Az eredeti cikk szerkesztőit annak laptörténete sorolja fel. Ez a jelzés csupán a megfogalmazás eredetét és a szerzői jogokat jelzi, nem szolgál a cikkben szereplő információk forrásmegjelöléseként.